# Memorial de Tlatelolco

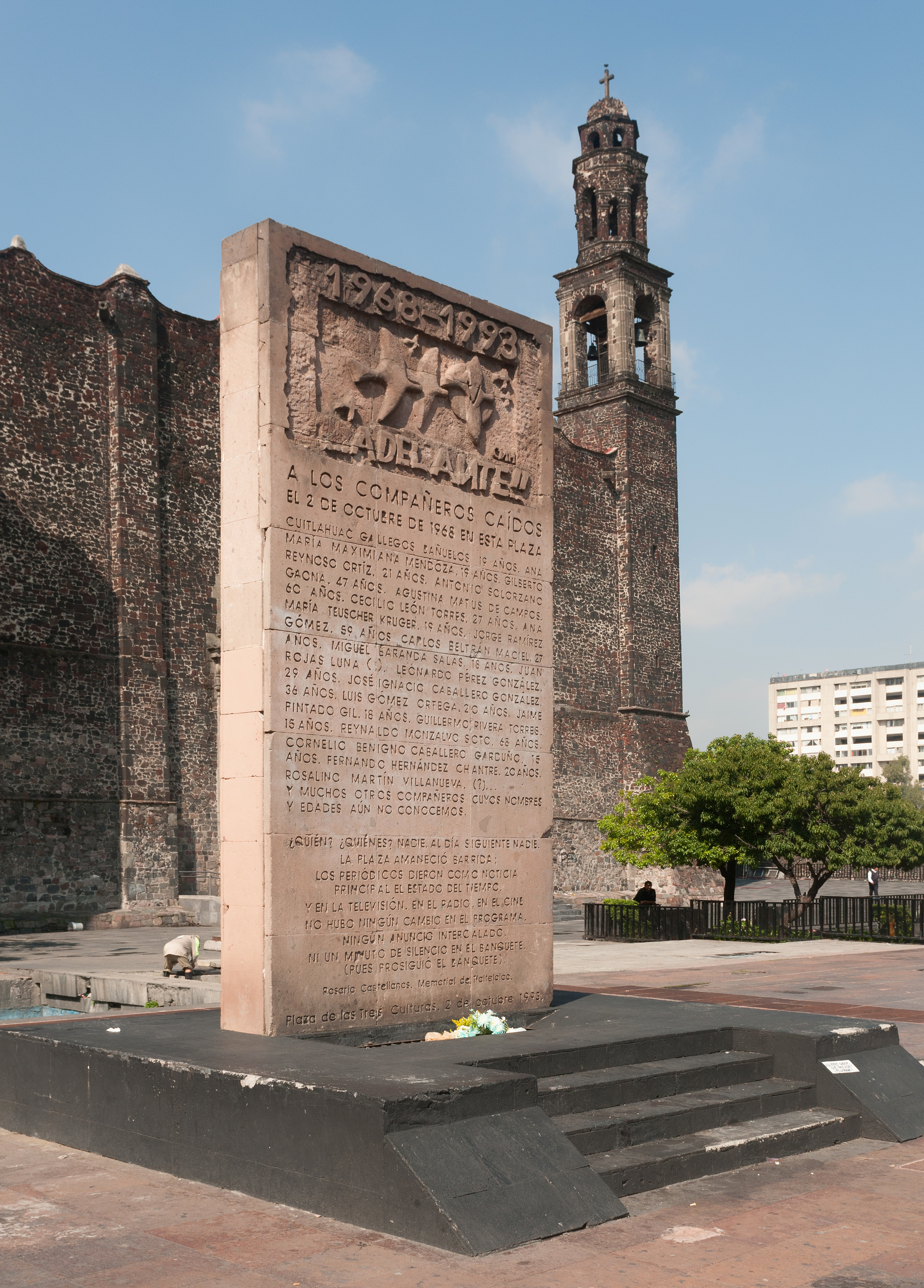
Gedenkstele von 1993 an der Plaza de las Tres Culturas mit einem Auszug aus dem Gedicht von Rosario Castellanos

Memorial de Tlatelolco (Gedenkstätte von Tlatelolco) ist ein Gedicht der mexikanischen Dichterin Rosario Castellanos (1925–1974).

## Gedicht
Es ist eines der schockierendsten Gedichte über das Massaker von Tlatelolco (Matanza de Tlatelolco) vom 2. Oktober in Tlatelolco, einem Stadtteil von Mexiko-Stadt, während der Studentenbewegung von 1968. Es ist eine der zahlreichen künstlerischen Manifestationen, die die 1968er-Bewegung hervorgebracht hat. Der literarische Text prangert das Massaker der Regierung an Studenten und anderen Demonstranten an, insbesondere auch das Schweigen nach der verheerenden Nacht von Tlatelolco.
Dieses Gedicht der einflussreichen Dichterin wurde nach dem Massaker auf der Plaza de las Tres Culturas („Platz der Drei Kulturen“) im Stadtteil Tlatelolco von Mexiko-Stadt geschrieben. Es fand Eingang in das Buch La noche de Tlatelolco von Elena Poniatowska über das Massaker. 

## Gedenkstele
Die dritte Strophe wurde auf einer Gedenkstele (Monumento a los Victimas de la Masacre de Tlatelolco) eingraviert, die 1993, am 25. Jahrestag der Ereignisse, daran erinnerte. Der eingravierte Textauszug lautet:
| ¿Quién? ¿Quiénes? Nadie. Al día siguiente, nadie. La plaza amaneció barrida; los periódicos dieron como noticia principal el estado del tiempo. Y en la televisión, en el radio, en el cine no hubo ningún cambio de programa, ningún anuncio intercalado ni un minuto de silencio en el banquete. (Pues prosiguió el banquete.) | Wen? Wer? Niemand. Am nächsten Tag, niemand. Der Platz war wie leergefegt; die Zeitungen brachten als Hauptnachricht den Wetterbericht. Und im Fernsehen, im Radio, im Kino gab es keine Änderung des Programms, keine eingestreuten Ankündigungen, keine Schweigeminute beim Bankett. (Das Bankett wurde fortgesetzt.) |